# 威廉·福塞斯·夏普

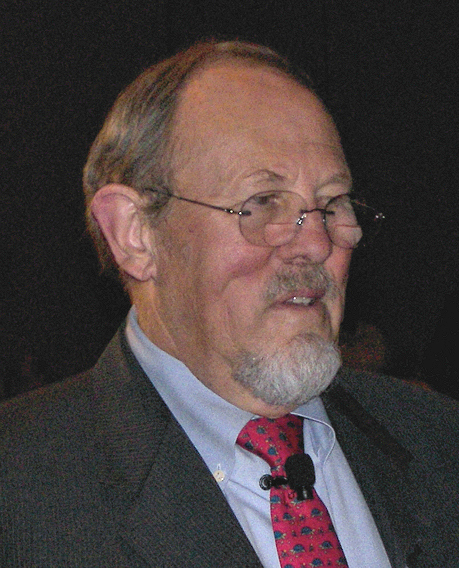
威廉·福塞斯·夏普 (2007)

威廉·福塞斯·夏普（英語：William Forsyth Sharpe，1934年6月16日—），生於美國麻塞諸塞州波士頓，經濟學者，專長於金融經濟學。為资本资产定价模型的奠基者，曾提出夏普指數（Sharpe ratio）。他是史丹福大學商學院榮譽退休教授，1990年諾貝爾經濟學獎得主。

## 外部連結
- 威廉·福塞斯·夏普博士個人網頁 （页面存档备份，存于）